# Odette Siko
Odette Siko, née Odette Séguin le 14 juillet 1899  dans le 10e arrondissement de Paris et morte le 31 août 1984 à Périgueux, est une pilote automobile française, essentiellement en courses d'endurance et sur circuits. Elle a débuté en compétition épisodiquement à la fin des années 1920 et est la femme la mieux classée à ce jour aux 24 Heures du Mans après avoir terminé quatrième lors de l'édition 1932 (et vainqueur de la catégorie 2 L).

## Biographie
Odette Siko cumule un total de quatre participations à l'épreuve du Mans : en 1930 elle termine septième avec Marguerite Mareuse sur Bugatti Type 40 1,5 L quatre-cylindres, en 1931 elle est disqualifiée pour confusion de signaux (même copilote et même véhicule), en 1932 elle termine quatrième avec Louis Charavel (alias « Sabipa »), sur une Alfa Romeo 6C six-cylindres d'1,7 L à compresseur (propriété personnelle de Siko), le meilleur classement d'une femme-pilote aux 24 Heures du Mans à ce jour. En 1933 elle abandonne à la suite d'un grave accident au 120e tour (même copilote et même véhicule).
Lors de sa dernière participation à l'épreuve mancelle de 1933, sa voiture fauche plusieurs sapins, se retourne et s'enflamme. Odette n'est que légèrement brûlée aux jambes. Lorsque les secouristes arrivent, elle leur demande le chemin pour rejoindre les stands à pied.
En juillet 1933 elle gagne malgré tout le Grand Prix de la sixième journée féminine de l'automobile organisée à Montlhéry, mais à partir de cette période, sa carrière s'oriente plutôt vers le Tourisme (Coupe des Dames 1933 du Critérium Paris-Nice sur Alfa Romeo) les rallyes, participant ainsi au Paris-Saint-Raphaël féminin cette année-là (avec Hellé Nice), au Liège-Rome-Liège 1934 où elle finit quatorzième sur salmson avec Germaine Rouault et en 1935 au rallye Monte-Carlo (comme copilote de Simone Louise des Forest). En 1936 elle redevient pilote, lors du Critérium Paris-Nice sur Bugatti (quatre-vingt-sixième finalement), épreuve dont elle avait obtenu la Coupe des Dames en 1933. Elle est aussi détentrice en 1933 du meilleur temps au tour durant le circuit des Routes Pavées. 
En 1937 elle remporte, durant dix jours (du 19 au 29 mai) une série de records de vitesse sur le circuit en anneau de Montlhéry, pour le compte des huiles moteur Yacco, en tant que « capitaine de route » d'un quatuor féminin, incluant Hellé Nice, Simone des Forest, et Claire Descollas, qui battit alors vingt-cinq records du monde (dix en endurance, et quinze en Groupe C international, dont quelques-uns encore valides de nos jours[Quand ?]), dans une ambiance relationnelle parfois difficile entre ces quatre femmes. Elles parcoururent plus de 30 000 kilomètres à la vitesse moyenne de 140 km/h. Leur véhicule était une Matford spécialement carrossée équipée d'un moteur V8 Ford de série flathead de 3 631 cm3, surnommée « Claire » par l'équipage et les mécanos (le prénom de Mlle Descollas ayant été tiré au sort parmi les quatre pilotes).
En 1939, toujours sur une Matford, elle revient une seconde fois au rallye de Monte-Carlo, avec Louise Lamberjack pour copilote : au départ de Tallinn, les deux femmes terminent l'épreuve dix-huitième au classement général et remportent la Coupe des Dames, après un début d'année 1939 très rude sur le plan climatique.
La Seconde Guerre mondiale interromt définitivement son parcours en compétitions mécaniques.
Odette finit sa vie sur sa propriété à Saint-Laurent-des-Bâtons (Dordogne)[réf. nécessaire].

## Galerie

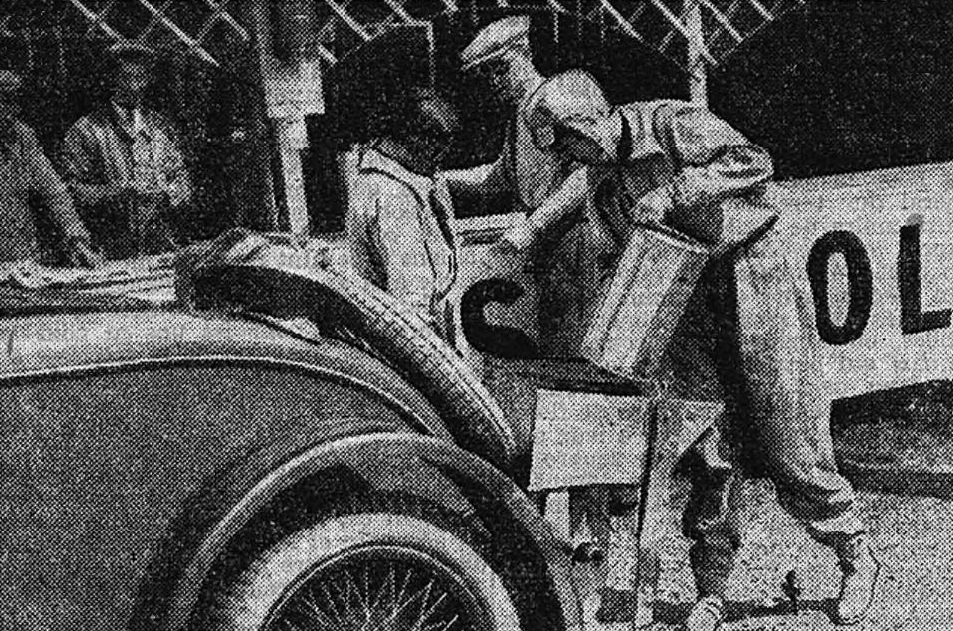
Marguerite Mareuse, future 7e avec Odette Siko, ravitaille leur Bugatti T40 aux 24 Heures du Mans 1930.
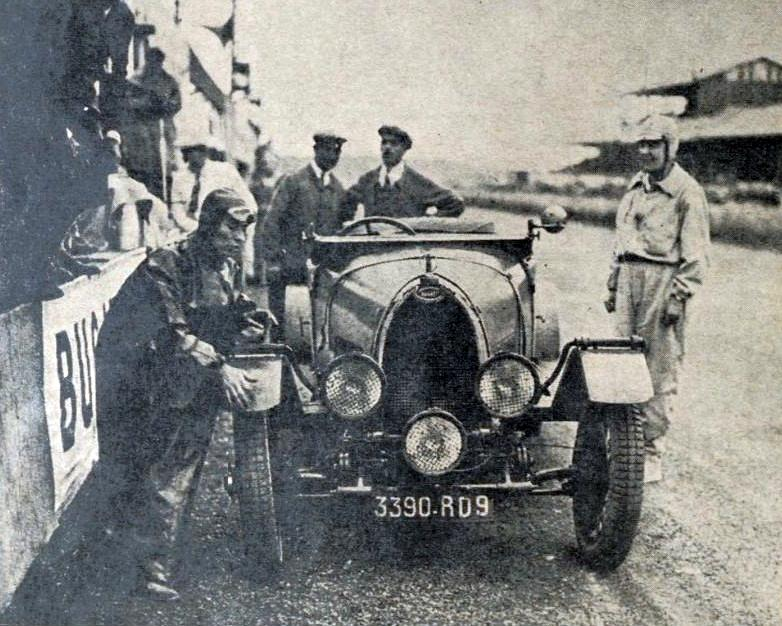
Même scène du ravitaillement vue de face (Mme Mareuse est debout à droite).
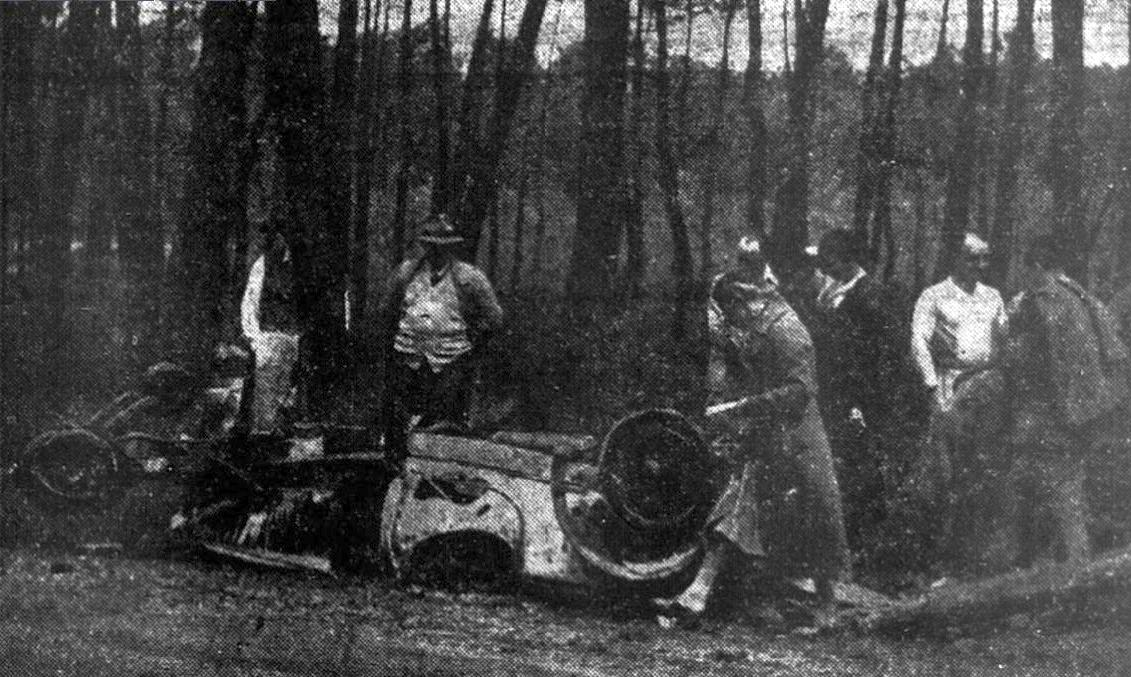
L'accident d'Odette Siko aux 24 Heures du Mans 1933.
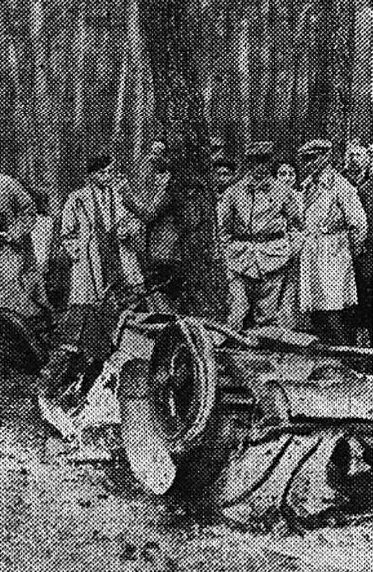
Autre vue de l'accident.